# Max Hermans
Max Hermans (Geleen, 16 februari 1974) is een Nederlands politicus. Hij was bijna vier jaar lid van de Tweede Kamer voor de Lijst Pim Fortuyn.

## Biografie
Hermans studeerde bestuurskunde aan de Vrije Universiteit te Amsterdam.
Van 30 januari 2003 tot 30 november 2006 was hij lid van de Tweede Kamer voor de Lijst Pim Fortuyn. Eerder was hij voor diezelfde partij als fractiemedewerker verantwoordelijk voor beleid omtrent verkeer en waterstaat.
Op zijn initiatief werd in de Tweede Kamer een werkgroep ingesteld die wegens financiële overschrijdingen bij de Betuwelijn een parlementair onderzoek voorbereidde naar de kostenramingen van grote infrastructurele projecten in Nederland.

## Privé
Hermans is woonachtig in Hillegom. Zijn vader J.L.E.M. Hermans was VVD-burgemeester van Hulsberg en later van Hillegom. Zijn grootvader J.J. Hermans was burgemeester van Ubach over Worms.
- Parlement.com: vge7dtpjzzyu